# Kaple svatého Jana Nepomuckého (Andělská Hora)
Kaple svatého Jana Nepomuckého stála na návsi obce Andělská Hora v okrese Karlovy Vary v těsné blízkosti kostela svatého Michaela archanděla.

## Historie
Kaple byla vystavěna v barokním stylu před rokem 1720. Stála u schodiště z boční strany kostela svatého Michaela archanděla. Stejně jako další kulturní památky v této oblasti i tato kaple doplatila na odsun německého obyvatelstva po druhé světové válce a na zřízení Vojenského újezdu Hradiště. Většina dalších staveb zůstala na svém místě či byla postupně restaurována, kaple svatého Jana Nepomuckého ale byla v druhé polovině 20. století definitivně zbourána.
V roce 2010 došlo k odhalení jejích základů, které jsou na daném místě stále patrné.

## Popis
Obdélníková kaple stála na půdorysu 4,1 metru x 3,8 metru. Jednalo se o kamennou kapličku se strmou pultovou střechou, kruhovým okénkém, mohutnou profilovanou římsou menším obdélným okénkem, oltářem a s vyřezávanou dřevěnou sochou svatého Jana Nepomuckého, která se dnes nachází ve vedlejším kostele svatého Michaela archanděla.